# Фалез
Фалез (на френски: Falaise) е град в департамент Калвадос (на френски: Calvados), Нормандия, северозападна Франция.
Населението му наброява 8597 души през 1982 г., 8119 – през 1990, 8434 жители през 1999 и 8214 – по данни от 1 януари 2016 г.
В околностите на селището се водят свирепи сражения в Битката за Нормандия през Втората световна война, като най-известно е обкръжението на 7-а германска армия, наречено Фалезки Чувал.